# 공정식
공정식(孔正植, 1925년 9월 3일 ~ 	2019년 10월 25일)은 대한민국 해군 및 해병대에서 장교 및 장군 생활을 한 군인이자, 예편 후 국회의원을 지낸 정치인이다. 아호(雅號)는 해경(海耕)이다.

## 생애
1946년 대한민국 해군 소위 임관으로 군생활을 시작했으며 1947년 해군사관학교 특1기로 해군 중위 임관하였고 그 후 해군 중위 시절인 1949년 8월에는 해군 몽금포 작전에 참여하기도 했다. 이후 해군 대위 시절이자 한국 전쟁 중이던 1951년 대한민국 해병대(해병대 대위)로 소속을 바꿨고 그 해에 27세로 대한민국 해병대 소령 계급에 특진되었으며 이후 해병대 사령관까지 지냈다. 해병대 중장 예편 후 제7대 국회의원을 지내기도 했다. 본관은 곡부.
2019년 10월 25일 별세하였으며, 국립대전현충원 장군묘역에 안장되었다.

## 학력
- 대한민국 해군사관학교 1기(1947년)
- 대한민국 통위부 보병학교 졸업
- 대한민국 육군보병학교 졸업
- 미국 해병상륙전학교 졸업
- 미국 미주리 종합군사학원 졸업
- 미국 해병참모대학교 졸업
- 대한민국 국방대학원 행정학 석사

## 경력
- 1946년 해군 소위 임관(당시 22세)
- 1948년 해군 중위 진급(당시 24세)
- 1950년 해군 대위 진급(당시 26세)
- 1951년 해병 대위 재임관(당시 27세)
- 1951년 해병 소령 특진(당시 27세)
- 해군 경주함 함장
- 해병대 제3전투단장
- 한미해병 연합상륙 여단장
- 해병 제1여단장
- 해병 제1상륙사단장
- 해병대 사령관
- 해병 중장 예편
- 제7대 국회의원(민주공화당 → 무소속, 경남 제10구역구)
- 해경상사 사장
- 대한민국 해군사관학교 교수
- 한국해양대학교 교수
- 자유민주연합 국방외교안보행정특임고문(1995년~1996년)
- 대한민국해양연맹 고문

## 역대 선거 결과
|  | 63.67% |

|  | 48.32% |

|  | 19.83% |